# Cesare Asili
Cesare Asili (ur. 20 września 1924 w Moyo, zm. 12 października 1988) – ugandyjski biskup rzymskokatolicki, w latach 1968-1988 biskup Liry.